# Химна слободе
Химна слободе (грч. Ύμνος εις την Ελευθερίαν) песма је Дионисиоса Соломоса написана 1823. на острву Закинтосу и састоји се од 158 строфа, и уједно ово је најдужа химна на свету. Музику је компоновао Николаос Мандзарос. 1865. године су узете само прве две строфе за националну химну Грчке. Она је и химна грчког дела Кипра.

## Текст
| Στα ελληνικά (на грчком) Σε γνωρίζω από την κόψη, του σπαθιού την τρομερή, Σε γνωρίζω από την όψη, που με βια μετρά[ει] τη[ν] γη. Απ' τα κόκαλα βγαλμένη, των Ελλήνων τα ιερά, Και σαν πρώτα ανδρειωμένη, χαίρε, ω χαίρε Ελευθεριά. | Изговор Se gnorízo apó tin kópsi, tou spathioú tin tromerí, Se gnorízo apó tin ópsi, pou me viá metrá[i] ti[n] yi. Ap' ta kókala vgalméni, ton Ellínon ta ierá, Ke san próta andrioméni, hére, o hére, Eleftheriá! | Званичан српски превод Увек ћу те познавати по смртоносном мачу који држиш, као земља, стремећом визијом, надзиреш нас духом храбрим. Смрт је Грка из давнина створила наш слободни дух. Сада, у поновном успону древне снаге, поздрављамо тебе, Слободо! | Буквалан превод Познајем те по оштрици страшног мача Познајем те по ивици, која силом мери земљу. Изобличена од костију Грка, Древних. И сада храбри као први, поздрављамо тебе, о Слободо! |